# Galatée Films
Galatée Films ist eine Pariser Filmproduktionsfirma unter Leitung von Jacques Perrin, der sie Ende der 1960er-Jahre als Reggane Films gründete.

## Produktionen
Zu den international bekanntesten (Ko-)Produktionen von Reggane Films (später Galatée Films)  gehören Z, Trautes Heim, Nomaden der Lüfte, Les enfants de la lumiére und Die Kinder des Monsieur Mathieu. Regie führten unter anderen Costa-Gavras und Jean-Jacques Annaud. Mehrmals beteiligte sich Galatée Films bei internationalen Koproduktionen.
Als Produzenten arbeiten neben Jacques Perrin sein Neffe Christophe Barratier und Nicolas Mauvernay.

### Auswahl
- 1969: La somme – Regie: William Boyd
- 1969: Z – Regie: Costa-Gavras
- 1973: Trautes Heim ( 	Home Sweet Home) – Regie: Benoît Lamy
- 1973: Der unsichtbare Aufstand (État de siège) – Regie: Costa-Gavras
- 1975: Sondertribunal – Jeder kämpft für sich allein (Section spéciale) – Regie: Costa-Gavras
- 1976: La victoire en chantant – Regie: Jean-Jacques Annaud
- 1977: Die Tatarenwüste (Il deserto dei Tartari) – Regie: Valerio Zurlini
- 1979: Verhängnisvolle Freundschaft (L’adoption) – Regie: Marc Grunebaum
- 1989: Le peuple singe – Regie: Gérard Vienne
- 1995: Les enfants de la lumière – Regie: Pierre Philippe
- 1996: Mikrokosmos – Das Volk der Gräser (Microcosmos, le peuple de l'herbe)
- 1999: Himalaya – Die Kindheit eines Karawanenführers (Himalaya, l'enfance d'un chef) – Regie: Éric Valli
- 2000: Der Schützengraben (La tranchée) – Regie: William Boyd
- 2001: Nomaden der Lüfte – Das Geheimnis der Zugvögel (Le peuple migrateur) – Regie: Jacques Perrin
- 2002: 11′09″01 – September 11 (11'09"01 September 11) – Regie: diverse
- 2003: La vie comme elle va (TV) – Regie: Jean-Henri Meunier
- 2004: Die Kinder des Monsieur Mathieu (Les Choristes) – Regie: Christophe Barratier
- 2004: Le carnet rouge – Regie: Mathieu Simonet
- 2008: Paris, Paris – Monsieur Pigoil auf dem Weg zum Glück (Faubourg 36) – Regie: Christophe Barratier